# Sergej Vasil'evič Gagarin
Sergej Vasil'evič Gagarin, in russo Сергей Васильевич Гагарин? (1713 – Mosca, 1782), è stato un nobile e politico russo.

## Biografia
Era il figlio del principe Vasilij Ivanovič Gagarin. Dopo la morte del padre, rimase l'unico rappresentante del maggiore dei due rami principali della famiglia Gagarin.
Venne ammesso alla corte della principessa Anna Leopol'dovna e venne nominato ciambellano, carica che ricoprì anche alla corte dell'imperatrice Elisabetta. Il 20 marzo dello stesso anno venne nominato assistente del duca di Holstein, Pietro Ulrico, appena dichiarato erede al trono russo.
Il 2 luglio 1762, Caterina II gli conferì la carica di Magister equitum, e nello stesso anno, fu nominato membro della commissione per i beni ecclesiastici. Il 1º marzo 1765 fu nominato senatore e il 5 marzo dello stesso anno, divenne presidente del Collegio dell'economia, ma tenne la carica per un solo anno.
Nel 1773 si stabilì a Mosca in una casa di lusso costruita per lui da Matvej Fëdorovič Kazakov ed ivi morì nel 1782.
Era un grande appassionato di giardinaggio e agricoltura.

## Matrimonio

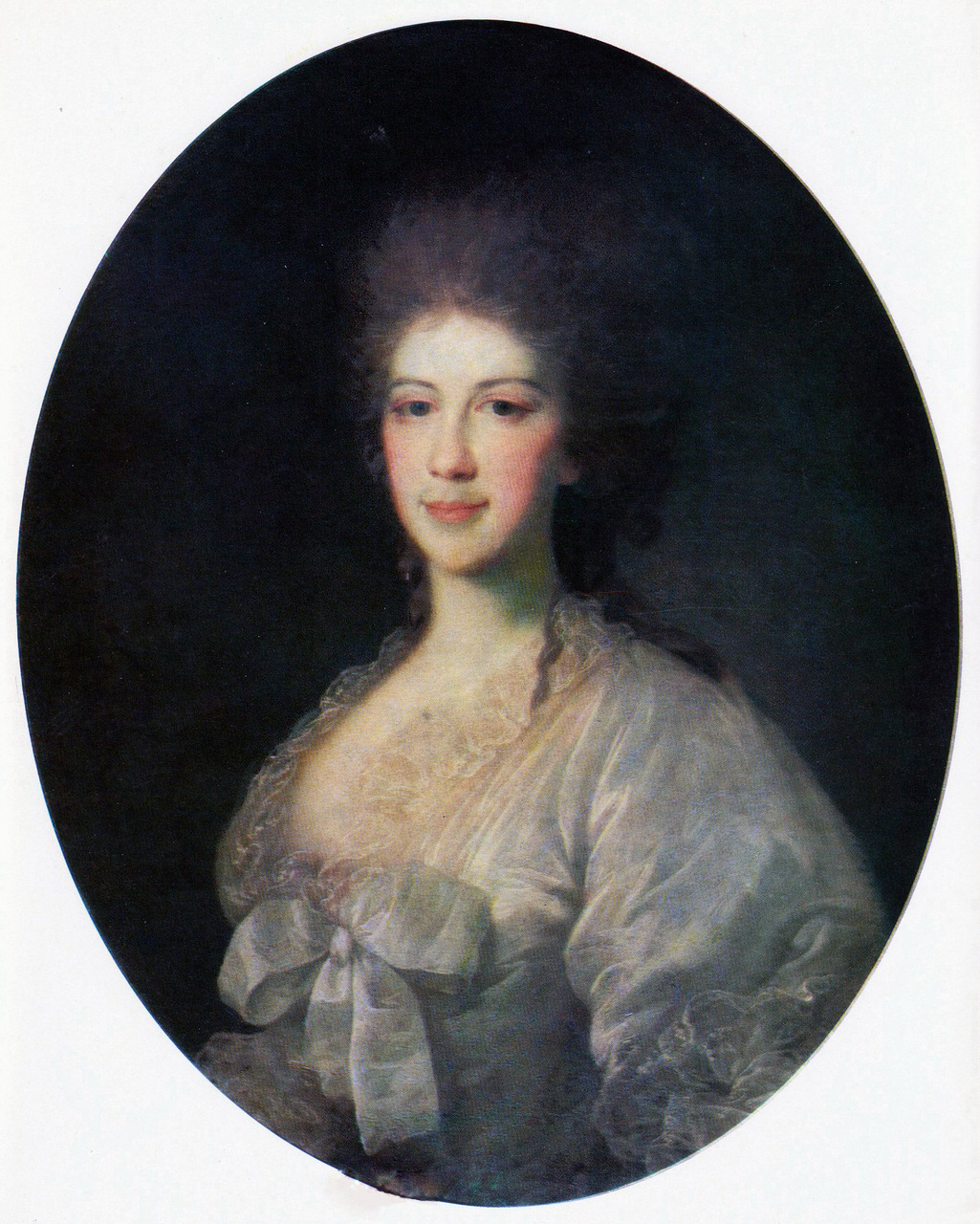
Praskov'ja Pavlovna Yaguzhinskaya.

Nel 1738 sposò la contessa Praskov'ja Pavlovna Jagužinskaja. Ebbero otto figli:
- Natal'ja Sergeevna (1740-177?)
- Anna Sergeevna (1742-1820), sposò il conte Nikolaj Vladimirovič Saltykov, ebbero una figlia.
- Vasilij Sergeevič (1744-1801), sposò Praskov'ja Dmitrievna Trubetskoja, figlia del principe Dmitrij Jur'evič Trubeckoj, ebbero una figlia;
- Sergej Sergeevič (1745-1798), sposò la principessa Varvara Nikolaevna Golicyna, ebbero due figli: Nikolaj e Sergej;
- Pavel Sergeevič (1747-1789), sposò Tat'jana Ivanovna Pleščeeva (1761-1800), ebbero due figli: Andrej e Pavel;
- Ivan Sergeevič (1752-1810), sposò la principessa Marjia Alekseevna Volkonskaja, ebbero due figli: Sergej e Grigorij;
- Pëtr Sergeevič (1753—?)
- Fëdor Sergeevič (1757-1794), sposò la principessa Praskov'ja Jur'evna Trubeckaja, ebbero sei figli;

## Morte
Morì nel 1782 a Mosca.